# Џина Роуландс
Џина Роуландс (енгл. Gena Rowlands; Медисон, 19. јун 1930 — Индијан Велс, 14. август 2024) била је америчка глумица.
Била је удата за редитеља и глумца Џона Касаветеса са којим има сина, редитеља и глумца Ника Касаветеса.

## Смрт
Ник Касаветес, син Џине Роуландс, у јуну 2024. године дао је интервју за "Entertainment Weekly", у ком је јавно изнео да његова мајка већ пет година болује од Алцхајмерове болести. `
Џина Роуландс је преминула 14. августа 2024. године у својој 95. години живота у свом дому у Калифорнији. Вест о њеној смрти потврдио је њен син Ник Касаветес.